# Ruy Luís Gomes
Ruy Luís Gomes (né le 5 décembre 1905 à Porto – mort dans la même ville le 27 octobre 1984) est un mathématicien portugais.
Il est un des fondateurs de la revue Portugaliae Mathematica, en 1937.

## Œuvres
- Integral de Riemann, Junta de Investigação Matemática, Porto, 1949
- Integral de Lebesgue-Stieltjes: Definição, somabilidade e mensurabilidade, Teorema de Riesz, Junta de Investigação Matemática, Porto, 1952
- A teoria da relatividade: Espaço • Tempo • Gravitação, Edições Monsanto, Lisbonne, 1954
- De Poincaré ao intuicionismo actual na crítica dos Fundamentos da Matemática: Reflexos no pensamento filosófico e matemático português (avec Luís Neves Real), Faculdade de Filosofia de Braga, 1955
- Problemas de Investigação e História, Editorial Inova, Porto, 1960-1961